# Jan Jansz Beth
Jan Jansz Beth (* 1430 in Amsterdam; † 1488 ebenda) war ein Amsterdamer Regent.
Der Sohn des gleichnamigen Vaters seit 1456 im Besitz der Stadtherberge De Witte Hond in der Warmoesstraat. 1464, 1466 und 168 schien er als Schepen der Stadtregierung auf. 1470, 1473, 1477, 1478, 1480, 1481, 1484 und 1487 hatte er der Stadt als Bürgermeister vorgesessen.
Beth hatte vier Kinder, worunter sich zwei Töchter mit regierenden Bürgermeister verbanden: Alyrt Jansdr Beth mit Floris Jansz den Otter und Mary Jansdr Beth mit Andries Boelens. Beths Sohn Jan Janszoon Beth wurde ebenfalls Bürgermeister (1494 und 1496).